# هانس-یورگ اوتر
هانس-یورگ اوتر (آلمانی: Hans-Jörg Uther؛ زادهٔ ۲۰ ژوئیهٔ ۱۹۴۴) پژوهشگر ادبی، فولکوریست و استاد دانشگاه اهل آلمان است.